# Lucius Valerius Flaccus (Suffektkonsul 128)
Lucius Valerius Flaccus war ein im 2. Jahrhundert n. Chr. lebender römischer Politiker.
Durch ein Militärdiplom, das auf den 7. Juli (oder den 5. August bzw. den 5. September) 128 datiert ist, ist belegt, dass Flaccus 128 Suffektkonsul war; der Name seines Kollegen ist auf dem Diplom nur unvollständig erhalten. Darüber hinaus ist er auch in den Fasti Ostienses aufgeführt.